# Meilenstein (Obermühle Emseloh)

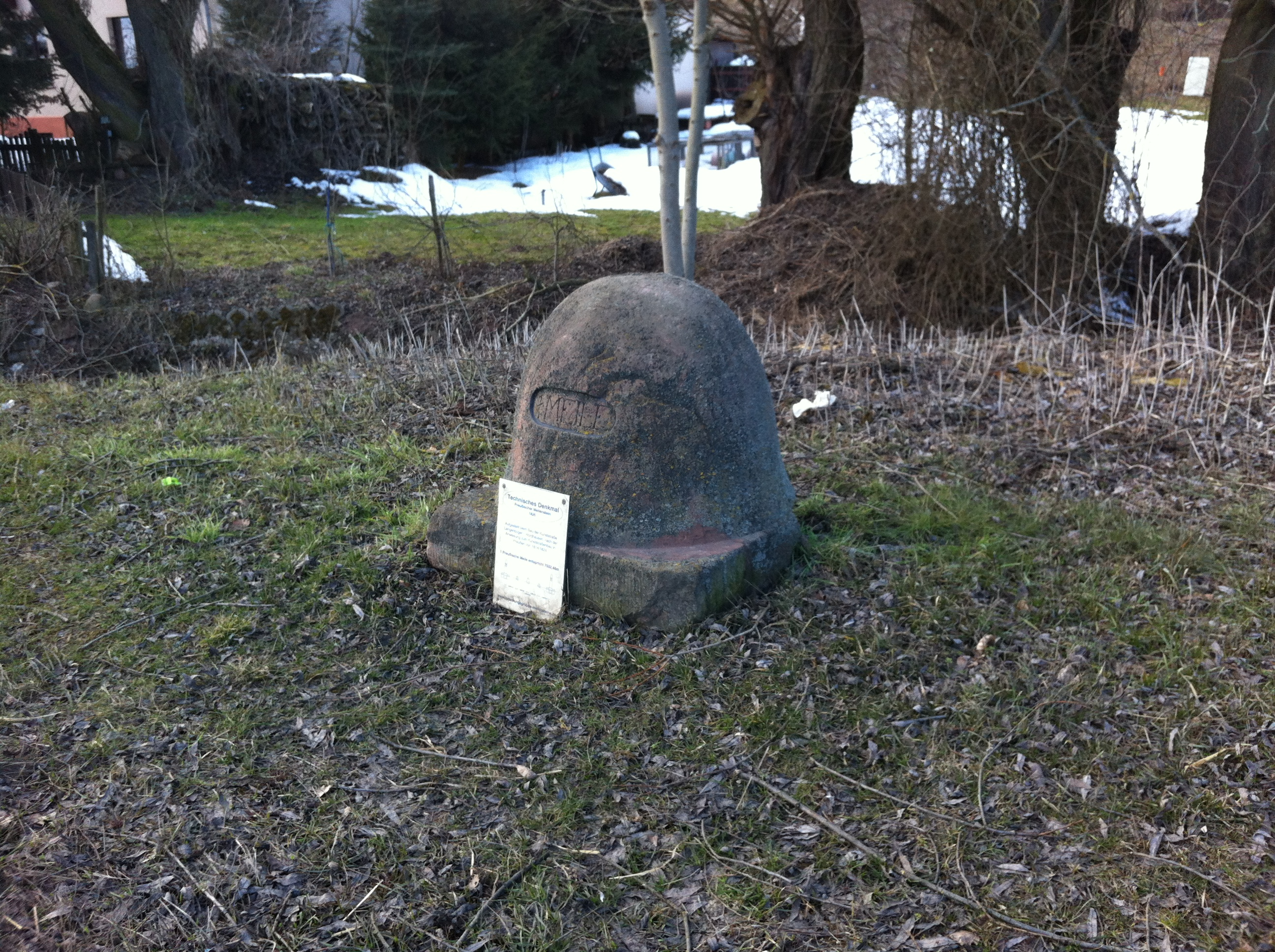
Viertelmeilenstein bei Emseloh

Der Meilenstein bei der Obermühle von Emseloh ist ein preußischer Viertelmeilenstein in der Stadt Allstedt im Landkreis Mansfeld-Südharz in Sachsen-Anhalt.
Wie der Ganzmeilenobelisk in Emseloh befand sich der Stein längere Zeit an einem sekundären Standort, etwa 70 Meter vom heutigen Aufstellungsort östlich von Emseloh entfernt. Bis zum Jahr 2002 stand er dort an der südlichen Straßenseite, 150 Meter außerhalb von Emseloh, seitdem befindet er sich an der nördlichen Straßenseite 300 Meter östlich der Ortslage an einer Parkplatzausfahrt bei der Obermühle. Obwohl er hier gesichert auf einem Podest steht und 2002 saniert wurde, fehlt weiterhin ein Teil des Sockels. Neben dem Meilenstein befindet sich eine Erläuterungstafel der Forschungsgruppe Meilensteine mit den Daten der Chaussee und den Meilensteintypen entlang dieser.
Das Kleindenkmal findet sich nicht auf der Denkmalverzeichnis-Liste von 2015, steht aber dennoch unter Denkmalschutz, da alle Meilensteine in Sachsen-Anhalt davon erfasst werden. Sie gelten hier nicht nur als Denkmale der Verkehrsgeschichte, sondern zudem als Rechtsdenkmale. Wie alle Viertelmeilensteine zwischen Halle (Saale) und Sangerhausen ist der Stein eine sogenannte kleine Glocke und trägt die Inschrift „1/4 Meile“. Eine preußische Meile entsprach 7,532 Kilometern, eine Viertelmeile dementsprechend 1,883 Kilometern. Der Distanzanzeiger befindet sich an der historischen preußischen Staatschaussee Berlin-Kassel, welche in diesem Abschnitt heute die Landesstraße 151 ist.